# Agnes van Frankrijk (1171-1240)
Agnes van Frankrijk (1171? - 1240) was een dochter van de Franse koning Lodewijk VII en zijn derde echtgenote Adelheid van Champagne. 
Zij was dus een jongere zuster van Filips Augustus. Door haar huwelijk(en) werd zij keizerin van het Byzantijnse Rijk. 
Zij trouwde achtereenvolgens:
- in 1180 met keizer Alexios II Komnenos (vermoord in september 1183) - naar aanleiding van dit huwelijk moest zij haar naam veranderen in Anna;
- in 1183, onder dwang en dus tegen haar zin, met Andronikos I Komnenos, de moordenaar van haar eerste echtgenoot, en gelyncht in een volksopstand op 12 september 1185;
- in de zomer van 1204 met Theodorus Branas (heer van Adrianopel in dienst van de Latijnse keizer) wiens minnares ze was, wellicht sinds 1193.

## Voorgeschiedenis
Gedurende zijn terugreis vanuit het oosten bracht de Vlaamse graaf Filips van de Elzas in 1178 een bezoek aan Constantinopel, waar hij keizer Manuel I Komnenos ervan kon overtuigen dat een bondgenootschap met Frankrijk weleens een goede zaak zou zijn voor het Byzantijnse Rijk. Daarom reisde een Byzantijnse delegatie met Filips mee naar het westen, om er een huwelijk te regelen tussen Agnes en Alexios, de enige zoon en erfgenaam van keizer Manuel. Ook paus Alexander III had zich reeds in 1171 een voorstander getoond van een dergelijk huwelijksverbond.
Met Pasen 1179 vertrok Agnes (volgens de kroniekschrijver Willem van Tyrus toen acht jaar oud) vanuit Montpellier met bestemming Constantinopel, waar zij in de zomer met grootse feestelijkheden werd onthaald. Het huwelijk werd ingezegend op 2 maart 1180 in het keizerlijk paleis. Agnes' naam werd toen officieel vergriekst tot Anna.

## Keizerin van Byzantium
Op 24 september 1180 overleed Manuel I Komnenos. Alexios volgde hem op als keizer. Het keizerlijk paar was echter te jong om zelfstandig te regeren en stond onder het regentschap van Alexios' moeder Maria van Antiochië (die door de Byzantijnen beschouwd werd als uitgesproken prowesters). 
Drie jaar later greep Andronikos, een neef van keizer Manuel, naar de macht. Hij ruimde de regentes uit de weg en liet zich eerst kronen tot medekeizer naast Alexios, die hij kort daarop ook liet wurgen. Agnes-Anna was toen 12, en zij werd gedwongen te trouwen met de 65-jarige moordenaar van haar eerste echtgenoot.
In september 1185 kwam Andronikos ten val en werd, toen hij probeerde te vluchten, op gruwelijke wijze afgemaakt door het opstandige volk. Agnes wist aan de volkswoede te ontsnappen en verdween in de anonimiteit.

## Latere leven
Een Westerse kroniek maakt opnieuw melding van haar in 1193. Daar wordt verteld dat zij de minnares was van Theodorus Branas, een militaire leider aan de noordgrens van het Byzantijnse Rijk. Aanvankelijk trouwden zij niet, waarschijnlijk omdat Agnes haar bruidsschat was kwijtgespeeld, maar onder druk van de Latijnse keizer Boudewijn kwam het uiteindelijk toch tot een huwelijk, in de zomer van 1204. Zij hadden minstens één dochter, die trouwde met een Franse edelman. Branas bleef in dienst van de Latijnse keizers. Agnes verdween uit de geschiedenis...

## Voorouders
| Voorouders van Agnes van Frankrijk (1171-1240) | Voorouders van Agnes van Frankrijk (1171-1240)                                   | Voorouders van Agnes van Frankrijk (1171-1240)                                   | Voorouders van Agnes van Frankrijk (1171-1240)                                   | Voorouders van Agnes van Frankrijk (1171-1240)                                   | Voorouders van Agnes van Frankrijk (1171-1240)                                   | Voorouders van Agnes van Frankrijk (1171-1240)                                   | Voorouders van Agnes van Frankrijk (1171-1240)                                   | Voorouders van Agnes van Frankrijk (1171-1240)                                   |
| ---------------------------------------------- | -------------------------------------------------------------------------------- | -------------------------------------------------------------------------------- | -------------------------------------------------------------------------------- | -------------------------------------------------------------------------------- | -------------------------------------------------------------------------------- | -------------------------------------------------------------------------------- | -------------------------------------------------------------------------------- | -------------------------------------------------------------------------------- |
| Overgrootouders                                | Filips I van Frankrijk (1052-1108) ∞ Bertha van Holland (1058-1094)              | Filips I van Frankrijk (1052-1108) ∞ Bertha van Holland (1058-1094)              | Humbert II van Savoye (1072-1103) ∞ Gisela van Bourgondië (1075-1133)            | Humbert II van Savoye (1072-1103) ∞ Gisela van Bourgondië (1075-1133)            | Stefanus II van Blois (1045-1102) ∞ 1081 Adela van Engeland (1062-1137)          | Stefanus II van Blois (1045-1102) ∞ 1081 Adela van Engeland (1062-1137)          | Engelbert van Karinthië (1070-1141) ∞ Uta van Passau (-)                         | Engelbert van Karinthië (1070-1141) ∞ Uta van Passau (-)                         |
| Grootouders                                    | Lodewijk VI van Frankrijk (1081-1137) ∞ 1115 Adelheid van Maurienne (1092-1154)  | Lodewijk VI van Frankrijk (1081-1137) ∞ 1115 Adelheid van Maurienne (1092-1154)  | Lodewijk VI van Frankrijk (1081-1137) ∞ 1115 Adelheid van Maurienne (1092-1154)  | Lodewijk VI van Frankrijk (1081-1137) ∞ 1115 Adelheid van Maurienne (1092-1154)  | Theobald IV van Blois (1090-1152) ∞ 1123 Mathilde van Karinthië (1106-1161)      | Theobald IV van Blois (1090-1152) ∞ 1123 Mathilde van Karinthië (1106-1161)      | Theobald IV van Blois (1090-1152) ∞ 1123 Mathilde van Karinthië (1106-1161)      | Theobald IV van Blois (1090-1152) ∞ 1123 Mathilde van Karinthië (1106-1161)      |
| Ouders                                         | Lodewijk VII van Frankrijk (1120-1180) ∞ 1160 Adelheid van Champagne (1140-1206) | Lodewijk VII van Frankrijk (1120-1180) ∞ 1160 Adelheid van Champagne (1140-1206) | Lodewijk VII van Frankrijk (1120-1180) ∞ 1160 Adelheid van Champagne (1140-1206) | Lodewijk VII van Frankrijk (1120-1180) ∞ 1160 Adelheid van Champagne (1140-1206) | Lodewijk VII van Frankrijk (1120-1180) ∞ 1160 Adelheid van Champagne (1140-1206) | Lodewijk VII van Frankrijk (1120-1180) ∞ 1160 Adelheid van Champagne (1140-1206) | Lodewijk VII van Frankrijk (1120-1180) ∞ 1160 Adelheid van Champagne (1140-1206) | Lodewijk VII van Frankrijk (1120-1180) ∞ 1160 Adelheid van Champagne (1140-1206) |